# Thomas Young
Thomas Young (13. červen 1773 Milverton – 10. květen 1829 Londýn) byl britský polyhistor – vynikal mj. jako fyzik, lékař a egyptolog.
Po celý svůj život pracoval jako lékař; je však známý především svou definicí modulu pružnosti a také díky pokusu s takzvanými Youngovými štěrbinami, díky kterému doložil a vysvětlil jev interference světla. Young dále přispěl k pokroku egyptologie tím, že se účastnil interpretace textů Rosettské desky.

## Život
Narodil se 13. června 1773 jako poslední z deseti dětí v rodině kvakerů v městě Milverton v hrabství Somerset. Byl považován za zázračné dítě, vynikal neobyčejným jazykovým nadáním – ve čtrnácti letech ovládal třináct jazyků: angličtinu, francouzštinu, italštinu, latinu, starořečtinu, hebrejštinu, chaldejštinu, syrštinu, aramejštinu, amharštinu, turečtinu, arabštinu a perštinu. Zajímal se o biologii a fyziku, učil se trigonometrii a geodézii. 
Roku 1792 se zapsal ke studiu medicíny v Londýně. Od roku 1794, kdy byl také zvolen členem Královské společnosti (Royal Society), pokračoval ve studiu v Edinburghu a o rok později na univerzitě v Göttingenu; zde obdržel roku 1796 doktorský titul z fyziky. V roce 1797 přešel na studium do Cambridge; téhož roku zdědil velké jmění po svém prastrýci Richardu Brocklesbym, čímž se stal finančně nezávislý. Roku 1799 se přestěhoval do Londýna kde začal působit jako lékař. V obavě o svou pověst lékaře v této době publikoval všechny své akademické články pouze anonymně.
Roku 1801 byl Young jmenován profesorem „přírodní filozofie“ na Royal Institution. V následujícím roce byl jmenován tajemníkem pro zahraniční styky (foreign secretary) Královské společnosti . Roku 1803 se ale vzdal svého místa profesora neboť se obával, že by jej to příliš omezovalo v jeho lékařské praxi. V roce 1804 se oženil s Elizou Maxwellovou, manželství bylo bezdětné. Před svatbou vstoupil do anglikánské církve a později byl pokřtěn.
Roku 1811 nastoupil jako lékař v nemocnici St George's Hospital. V roce 1814 byl členem komise, která měla studovat rizika spojená se zaváděním plynového osvětlení v Londýně. Roku 1816 byl tajemníkem komise, jež měla za cíl určit délku kyvadla, jehož perioda pohybu činí dvě sekundy; tím se mělo umožnit určení místní hodnoty gravitačního zrychlení.
Dostalo se mu uznání i v zahraničí. V roce 1822 byl zvolen zahraničním čestným členem Americké akademie umění a věd V roce 1827 byl vybrán jako jeden z osmi zahraničních spolupracovníků Francouzské akademie věd. Ve stejném roce se stal prvotřídním dopisujícím členem Královské nizozemské akademie věd.V roce 1828 byl zvolen zahraničním členem Královské švédské akademie věd. 
Několik let před svou smrtí se zabýval otázkami životního pojištění.
Thomas Young zemřel v nedožitých 56 letech v Londýně 10. května 1829. Jeho tělo bylo pohřbeno na hřbitově kostela svatého Jiljí ve Farnborough v hrabství Kent. Ve Westminsterském opatství byla na jeho památku instalována mramorová deska. 

## Vědecký přínos

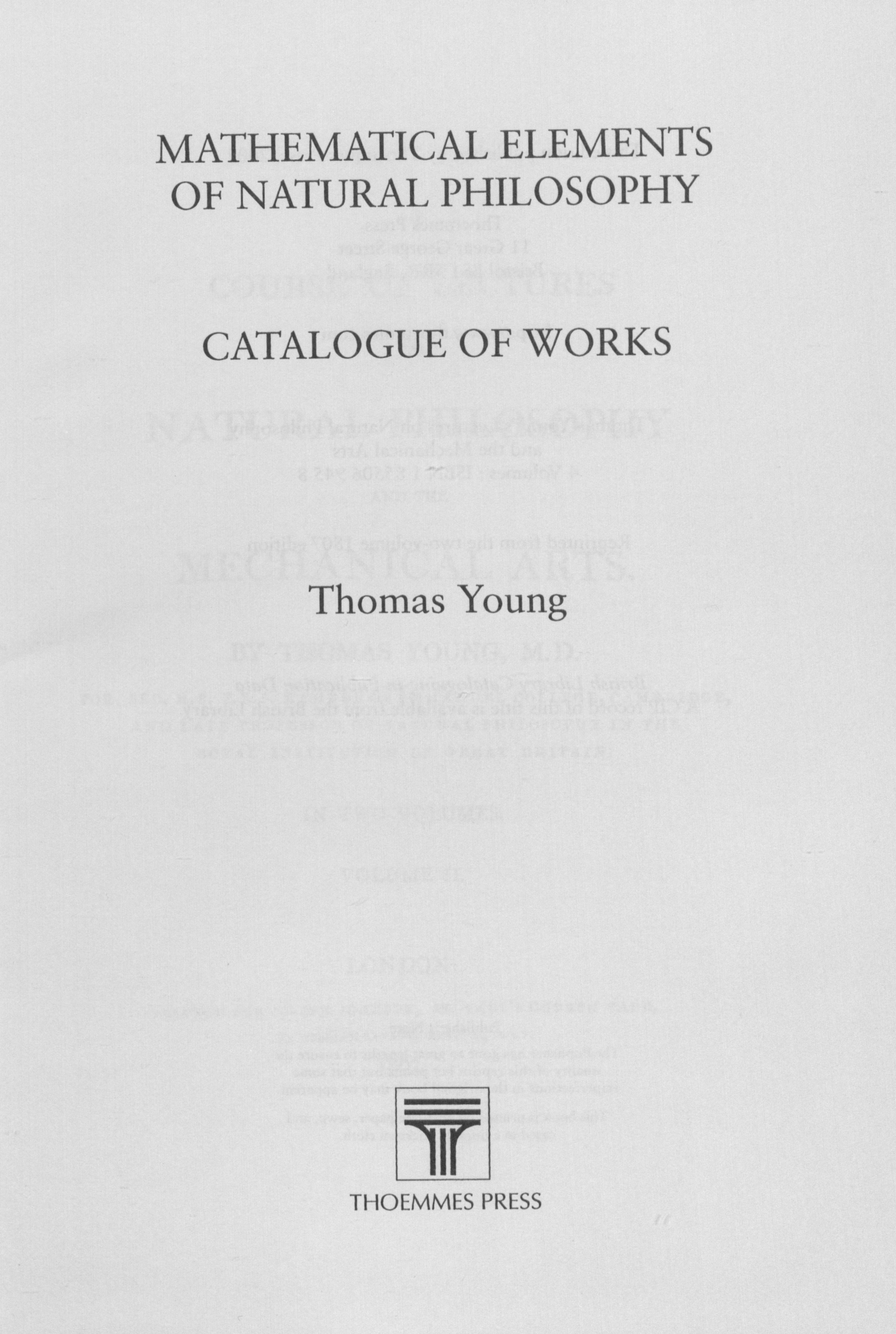
Mathematical elements of natural philosophy, 2002

### Youngovy štěrbiny
Younga asi nejvíce proslavil jeho přínos v oblasti optiky, zvláště jeho slavný experiment se dvěma štěrbinami. Ten provedl roku 1801, když nechal procházet svazek světla dvěma rovnoběžnými štěrbinami, za které umístil stínítko. Vlivem difrakce světla na štěrbinách vznikají na stínítku interferenční proužky. Z toho Young usoudil, že světlo má charakter vlnění (viz též dualita částice a vlnění). 

### Youngův modul pružnosti
Youngův modul pružnosti v tahu je materiálový koeficient používaný v mechanice kontinua. Tento koeficient závisí na vlastnostech materiálu a spojuje velikost elastické deformace úměrné přiloženému mechanickému napětí. Vyšší hodnoty Youngova modulu pružnosti odpovídají méně poddajným materiálům.

### Vidění a fyziologie zraku
Young je považován za zakladatele oboru fyziologie oka. Roku 1793 objasnil, jakým způsobem probíhá akomodace zraku pro různé vzdálenosti pozorovaného předmětu tak, že se mění zakřivení oční čočky. Roku 1801 jako první popsal astigmatismus. Ve svých přednáškách vyslovil domněnku, že barevné vidění je zprostředkováno třemi druhy receptorů, které vnímají červenou, zelenou a modrou barvu. Tuto teorii později rozvinul Hermann von Helmholtz. 

### Lékařství
V roce 1808 přednesl Young důležitou přednášku z fyziologie na téma Funkce srdce a tepen. Z dalších oborů medicíny je dále hoden zaznamenání jeho přínos k porozumění tuberkulózy a k systematickému popisu nemocí.

### Jazykověda
Young vypracoval porovnání gramatiky a slovní zásoby čtyř set různých jazyků. Roku 1813 zavedl pojem indoevropské jazyky.

### Hieroglyfy
Young navázal na práce Silvestra de Sacyho a Johana Davida Åkerblada při luštění staroegyptského démotického písma. Roku 1814 dokončil překlad démotického textu z Rosettské desky a o několik let později zaznamenal částečný pokrok v pochopení hieroglyfického písma, byť se také dopustil omylů. Dospěl k závěru, že některé hieroglyfické znaky mohou mít i zvukovou podobu a začal je číst foneticky. Uvědomil si, že v oválných rámečcích (kartuších) jsou uváděna královská jména. Správně určil zhruba 100 hieroglyfických a podobný počet démotických slov. Roku 1823 vydal tiskem dílo nazvané Zpráva o nedávných objevech týkajících se hieroglyfického písma a starověkého Egypta. Některé ze svých publikovaných závěrů převzal v hesle „Egypt,“ které napsal pro vydání encyklopedie Encyclopedia Britannica z roku 1819.
Když francouzský egyptolog Jean-François Champollion zveřejnil svůj úplný výklad hieroglyfického písma, Young oceňoval jeho zásluhy, avšak současně žádal, aby Champollion uznal, že se částečně opíral o Youngovy poznatky. Champollion však při luštění hieroglyfů vycházel ze své hluboké znalosti koptštiny a odmítl proto uznat Youngův přínos, neboť některé jeho vývody byly chybné. Přes vzniklý spor mezi Brity a Francouzi, který měl i politický kontext, Champollion později umožnil Youngovi přístup k démotickým rukopisům v muzeu Louvre v Paříži, jehož správcem se stal. Publikoval 16 egyptologických prací, mezi nimi Základy egyptského slovníku ve starém démotickém písmu (1831) a Poznámky o egyptských papyrecha o Rosettském nápisu.